# Гаджиев, Ибрагим
Ибрагим Гаджиев (род. 1960, Бабаюртовский район, Дагестанская АССР, РСФСР, СССР) — российский серийный убийца и насильник, убивший в период с 1992 по 1996 год не менее 5 человек на территории городов Санкт-Петербург и Балаково. Своих жертв Гаджиев насиловал и убивал ради утоления жажды крови, которую после совершения убийства он у них пил. В 1997 году по определению коллегии суда Ибрагим Гаджиев был признан невменяемым, и ему было назначено принудительное лечение в психиатрической клинике. Известен под прозвищами «Дракула» и «Вампир из Дагестана».

## Биография

### Жизнь до убийств
Ибрагим Гаджиев родился в 1960 году в Бабаюртовском районе Дагестана в очень известной и очень уважаемой семье. Во время рождения у Ибрагима был диагностирован отек мозга, который по версии следствия привел к тяжелым патологиям в его дальнейшем психическом развитии. Уже с раннего детства Ибрагим стал демонстрировать признаки психического расстройства. Отец Ибрагима работал на местном мясокомбинате и часто приносил домой мясо и банки с телячьей кровью, которую Ибрагим начал с раннего детства употреблять в пищу в сыром виде. Гаджиев впоследствии утверждал, что в дальнейшие годы испытывал постоянную жажду, которую мог утолить только с помощью питья крови. Начиная с возраста 9-10 лет, психическое состояние Ибрагима начало резко ухудшаться. Он начал страдать ночными кошмарами и демонстрировать признаки гомицидомании. Гаджиев впоследствии утверждал, что его ночные кошмары сводились к сценам массовых расправ, которые совершал он в отношении людей, после чего пил их кровь и купался в реках из крови. В этот период он был замечен в жестоком обращении с животными, которых убивал и наносил им с помощью ножа различные травмы и увечья. Из-за проблем с психикой, Гаджиев потерял общую способность обучаемости, вследствие чего в школьные годы посещал коррекционный класс для детей, имеющих отклонения в психическом развитии. Будучи подростком, Ибрагим стал демонстрировать агрессивное поведение по отношению к окружающим людям. Вследствие повышенной импульсивности, он страдал вспышками неконтролируемой агрессии, во время которых однажды набросился с ножом на свою мать, а в другом случае - на близкую родственницу. В 1972 году 12-летний Ибрагим пронес в школу нож и зарезал в живом уголке класса кролика, после чего по настоянию педагогов родители отправили Ибрагима на психиатрическое обследование в одну из местных психиатрических клиник. В течение нескольких последующих месяцев, с Гаджиевым работали психиатры, которые признали его вменяемым, хотя у него и был диагностирован ряд отклонений в психике. После окончания 8 классов, Гаджиев нигде не учился. До 1978 года он проживал дома с родителями, помогал им по хозяйству и периодически работал поденщиком. В 1979 году Ибрагим Гаджиев был призван в Советскую армию. Военную службу Гаджиев проходил в Афганистане. Участие в Афганской войне Ибрагим впоследствии вспоминал с неохотой, заявляя, что во время службы не видел на войне «ничего хорошего».
После демобилизации в 1981 году Гаджиев вернулся домой. На протяжении следующих четырех лет он вел маргинальный образ жизни, подолгу нигде не работая и живя на иждивении родственников. В 1985 году Ибрагим был арестован по обвинению в совершении ограблении дома женщины, с которой он встречался и на которой обещал жениться. На судебном процессе он был осужден и получил в качестве уголовного наказания 4 года лишения свободы. Уголовное наказание Гаджиев отбывал в исправительной колонии на территории республики Коми. Гаджиев утверждал, что во время отбытия тюремного заключения в Коми ему удалось попробовать на вкус сырую кровь часть глухаря и медведя. В 1988 году, получив условно-досрочное освобождение, Ибрагим Гаджиев вернулся в Дагестан. Вскоре после возвращения, он покинул родительский дом и переехал вместе с несколькими приятелями в Махачкалу, где некоторое время они пытались заняться предпринимательской деятельностью, занимаясь торговлей. Однако на этом поприще Гаджиев и его приятели не достигли успеха, после чего Гаджиев бросил торговлю начал зарабатывать на жизнь низкоквалифицированным трудом. Большую часть того периода он работал мойщиком машин и на разгрузке железнодорожных вагонов. Обладая привлекательной внешностью, Гаджиев, несмотря на свои проблемы с психикой, пользовался определенным успехом у представительниц противоположного пола. В 1991 году он уговорил одну из своих девушек продать ее дом, чтобы на вырученные деньги купить квартиру. После получения денег с продажи дома Гаджиев прекратил отношения с девушкой и исчез. Обманутая им девушка обратилась в милицию, после чего мошенника объявили в республиканский розыск. Узнав об этом, Ибрагим Гаджиев бежал из Дагестана и переехал в Санкт-Петербург, где в период с 1992 по 1993 год совершил серию убийств из 4 человек. 

### Убийства
Первой жертвой Ибрагима стал случайный знакомый, который предложил ему вместе выпить. Гаджиев согласился, хотя алкогольные напитки никогда не употреблял. Во время распития алкогольных напитков Гаджиев пользуясь тем, что его новый знакомый впал в состояние алкогольного опьянения, совершил на него нападение, в ходе которого ударил его дубинкой по голове, после чего стал пить кровь из его раны.

Из показаний Ибрагима Гаджиева:
Три часа проговорили. Потом это случилось. Когда он был уже пьян, я ударил его дубинкой по голове. Вышла кровь, я стал отсасывать ее из раны.
Ибрагим утверждал, что пришел в себя и осознал произошедшее только тогда, когда напился крови. Согласно его свидетельствам, во время совершения убийства и питья крови у него случался приступ, во время которого он впадал в особое психическое состояние и испытывал проблемы с самоконтролем. Следующими жертвами Гаджиева стали 3 девушки. В этих случаях он продемонстрировал выраженный ему образ действия. По вечерам он знакомился с ними на Невском проспекте, после чего приглашал их к себе, в съемную квартиру. В случае если девушка соглашалась, Гаджиев приводил ее в квартиру, где совершал нападение, в ходе которого забивал их до смерти тупыми предметами по голове, после чего пил из раны их кровь.

Из показаний Ибрагима Гаджиева:
Мы шли ко мне на квартиру. Сначала дурного желания не было. Ничем этим мы не занимались, даже не выпивали. Разговаривали, но недолго. Но потом начинался приступ, и справиться с собой я не мог. Жажда крови - сильнее сексуального влечения.
Трупы жертв Гаджиев заворачивал в простыню или ковер, после чего рано утром, выносил из многоквартирного дома на улицу, где выбрасывал их в мусорные баки. Одна убитая девушка была найдена дома № 84 на улице Симоняка, вторая — у дома № 5 по Суздальскому проспекту. Гаджиев утверждал, что последней его жертвой в Санкт-Петербурге стала проститутка, с которой он хотел разговаривать, однако девушка не выразила желание общаться и предложила ему, не теряя времени, заняться сексом, после чего он ударил ее по голове обрезком стальной трубы, как только она отвернулась и начала раздеваться. Обладая выраженной харизмой и обаянием, Ибрагим легко знакомился с людьми и завоевывал их доверие. По его собственным словам, с убитыми девушками он быстро находил общий язык и темы для разговора. Так, убитой студентке медицинского университета вуза он представился врачом и пообещал помочь ей с пропиской и работой. Другой жертве он представился могущественным директором одной из фабрик. После совершения убийства девушки в 1993 году хозяин квартиры, которую снимал Ибрагим, обнаружил на полу одной из комнат многочисленные замытые пятна крови, после чего Гаджиев расплатился с хозяином квартиры и уехал из Санкт-Петербурга. Во время расследования убийства девушки хозяин квартиры обратился в милицию и передал сотрудникам правоохранительных органов ксерокопию паспорта Ибрагима Гаджиева, после чего он попал в число подозреваемых. 
Гаджиев отрицал совершение убийств в 1994—1995 годах, утверждая, что в этот период для утоления своего пристрастия пил кровь кур. В начале 1996 года Гаджиев оказался в городе Балаково (Саратовская область), где некоторое время перебивался случайными заработками и активно знакомился с девушками, выдавая себя за предпринимателя. У некоторых из своих знакомых в этот период он взял денег в долг под обещание отдать их со дня на день, после чего исчезал. В Балаково Гаджиев проживал в съемной квартире, где изнасиловал 20-летнюю подругу дочки хозяйки квартиры и девушку, с которой познакомился на улицей и которой обещал материальную поддержку финансовую помощь. 
В феврале 1996 года Ибрагим познакомился в аптеке с 19-летней Еленой Д., за которой начал ухаживать. С девушкой он встречался около двух недель, во время которых успел занять у нее 30 000 рублей.

Из показаний Гаджиева:
Я хотел найти себе нормальную женщину, которая мне родит ребенка. Просто родит. Такую я хотел, а это шалавы все. А с теми, что нормальные попадались, у меня с ними не получалось никак. Я навещал Лену в Балаково. Дарил ей цветы и игрушки. У нас с ней могла получиться нормальная жизнь. Но я втянулся с детства во вкус крови. И ничего не мог с собой поделать.
Отдать деньги он обещал Елене 1 марта 1996 года. Вечером того дня он пригласил после работы девушку к себе в квартиру, где ударил по голове тупым предметом, после чего выпил кровь. Тело убитой он завернул в простыню и вынес на мусорку.

### Арест, следствие и суд
Обувь и одежду Елены утром 2 марта Ибрагим Гаджиев отдал хозяйке квартиры в счет оплаты аренды, а золотые украшения убитой продал одной из женщин в местном «Детском мире». На вырученные деньги Гаджиев купил продукты и отправился домой ужинать, но у входа в подъезд его ожидали сотрудники милиции, а в служебной машине сидела одна из изнасилованных им девушек, которая тут же опознала в Гаджиеве своего насильника.
После ареста Ибрагим Гаджиев признался в убийстве 5 человек, однако выдал разные версии того, как развивались события во время совершения убийства 19-летней Елены Д. Сначала он заявил, что у него неожиданно возникло желание напиться крови, после чего он напал на девушку сзади, задушил ее и нанес по голове несколько ударов по голове металлическим прутом. Труп убитой он поместил в ванную. Во время проведения следственного эксперимента он показал следователям, как собирал кровь в ладонь и пил ее, склонившись над лежащей в ванной Еленой. Через несколько дней он отказался от своих признательных показаний и изменил их. Согласно его новой версии, в день убийства с Еленой, они поужинали, некоторое время мило беседовали, после чего занялись сексом. После полового акта согласно показаниям Гаджиева, он и Лена пошли купаться, но еще долго разговаривали под шум воды. Когда ванна набралась, он толкнул её в воду и ударил металлическим предметом по голове, как только голова Елены Д. показалась над водой. 
Помимо этого, Гаджиев дал следователям показания в совершении ряда действий, достоверность которых ставилась под сомнение. Так он утверждал, что после побега из Санкт-Петербурга оказался в 1995 году на территории Гудермеса, где во время Первой чеченской войны шли активные бои. По его словам, в тот период он много раз пил кровь раненых российских солдат. Подтвердить или опровергнуть эти слова следствие не смогло.

Из протокола допроса Ибрагима Гаджиева:
Я обращался к чеченцам продать мне кого-нибудь из заложников. Но цены были дикими.
В конечном итоге Ибрагиму Гаджиеву были предъявлены обвинения в совершении 5 убийств. По ходатайству его адвокатов было проведено судебно-психиатрическое освидетельствование, по результатам которого он был признан невменяемым. В 1997 году по определению коллегии Санкт-Петербургского городского суда Ибрагим Гаджиев был освобождён от уголовной ответственности и направлен на принудительное лечение в Санкт-Петербургскую психиатрическую больницу специализированного типа с интенсивным наблюдением.

## В массовой культуре
- Документальный фильм «Нелюди» из цикла «ТВ МВД» (1996)
- Ибрагим Гаджиев упоминается и показан в документальных фильмах «Дьяволица» из цикла «Криминальная Россия» (2002) и «Кровопийца» из цикла «Следствие вели» (2013)[6]
- Документальный фильм «Вампиры. Жажда крови» из цикла «5 историй» (2009)
- Документальный фильм «Убийцы. Маниакальный синдром» из цикла «Детективные истории»